# Włodzimierz Wysocki

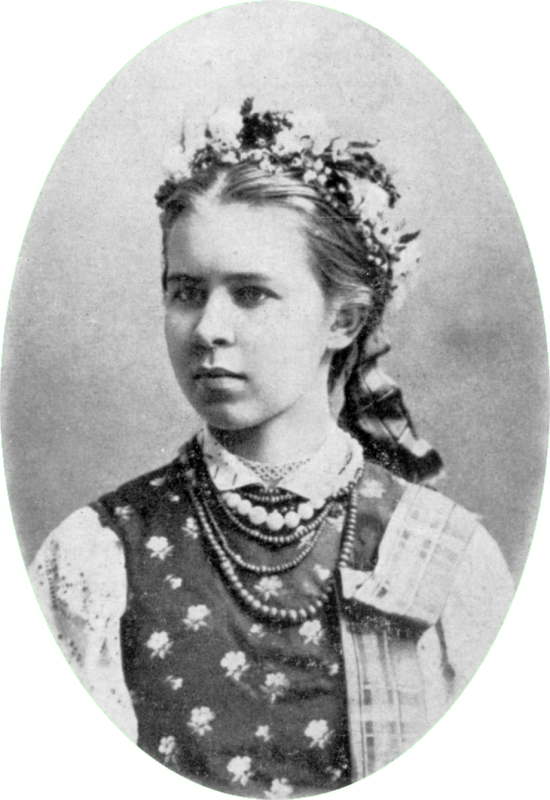
Spisovatelka Lesja Ukrajinka, 1884-1887

Włodzimierz Wysocki (ukrajinsky Volodymyr Vysockij; 1846, obec Romaniv, nyní Rozhyščenskij okres, Volyňská oblast – 11. srpna 1894, Kyjev) byl ukrajinský fotograf, výtvarník a básník polského původu.

## Životopis
Vzdělání získal v Kyjevě, kde žil a pracoval po zbytek svého života. Zde své polské jméno Wlodzimierz přeměnil (s přidáním patronyma) na Volodymyra Vikentijovyče.
Byl viceprezidentem Kyjevské technické společnosti.
Wysocki byl pohřben na nové polské části bajkovského hřbitova v Kyjevě, hrob se zachoval. Souřadnice hrobu jsou 50.24.9890, 30.30.5880.

## Poetická kreativita
Wysocki byl autorem historických básní „Ljaška“ (1883) a „Oksana“ (1891). Báseň „Ljaška“ odráží společný boj Ukrajinců a Poláků proti Krymskému chanátu. V roce 1912 byla báseň přeložena do ukrajinštiny.
Báseň „Oksana“ zobrazuje události na pravém břehu Dněpru během polského povstání v letech 1863-1864.
Wysocki vydal sbírky básní „Všichni za jednoho“ (1882), „Noví dědové“ (1884), „Satiry a bajky“ (1894). V těchto sbírkách zobrazil život polské šlechty na Ukrajině, satirizoval některé aspekty jejich života.
Wysocki byl dobře obeznámen s díly Tarase Ševčenka a znal se také se spisovatelem Ivanem Frankem.
Ivan Franko, Lesja Ukrajinka a Eliza Orzeszkowa práci Wysockého cenili. Tak Ivan Franko v dopise Elize Orzeszkowé (Lvov, 13. dubna 1886) napsal: „Upřímně vám děkuji za zaslání básně V. Wysockého; Znám a oceňuji některé jeho básně. Až budu v Kyjevě, určitě ho navštívím.“ Dopis se týkal básně „Ljaška“, publikované v Kyjevě v roce 1883.
V článku „Moderní polští básníci“, napsaném již po Wysockého smrti, Ivan Franko podrobně popsal básníkovo dílo  :
...V roce 1882 vyšlo první básnické dílo mladého kyjevského fotografa Volodymyra Vysockého, které ukázalo malý, ale svěží a energický talent. Mladý básník začal satirou „Všichni za jednoho“, v níž zesměšnil bezcharakternost a rozmařilost polské šlechty. Vysockij je zajímavý už jen tím, že se v celé své básnické činnosti (zemřel 1894) omezil na epiku. Jeho lyra měla pouze dvě struny - satiru, která se někdy změnila v karikaturu a stala se nevkusnou (např. báseň o Bismarckovi, který byl zobrazován jako syn ďábla), a citlivou a vlasteneckou notu, která je nanejvýš vyjádřeno v básni "Ljaška" (1894 vyšlo třetí vydání). Jakkoliv se tato báseň ukrajinsko-polské veřejnosti líbila, její poetická hodnota je dle mého názoru velmi malá... Za nejlepší Vysockého dílo považuji báseň "Oksana"... Vysockij není ani velký umělec, ani mistr básnické formy; jeho básně jsou velmi často dřevěné, upovídané, letargické, jeho básnická technika je velmi primitivní, jeho vkus je nevyvinutý, ani jazyk není zcela čistý. A přece je v jeho poezii slyšet jistý závan svěžesti a síly, jakousi odvážnou energii, a v tom je její hlavní kouzlo.“

 
V roce 1887 Volodymyr Aleksandrov přeložil Wysockého báseň „Ukrajinská melodie“ do ukrajinštiny.

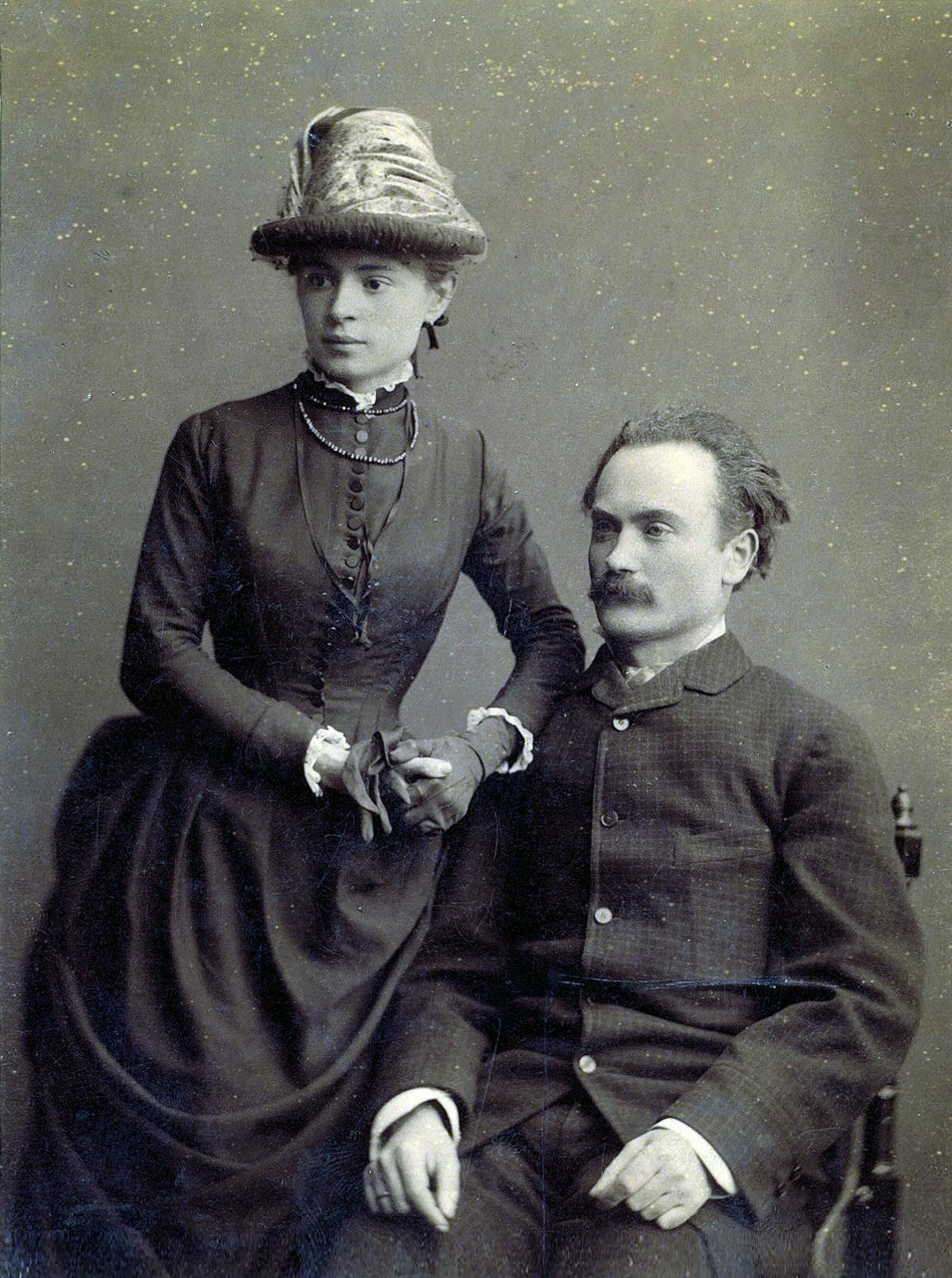
Ivan Franko s manželkou Olgou Choružynskou, 1886 fotografováno u Wysockého hned po svatbě na radu polské spisovatelky Elizy Orzeszkowé

## Fotografie
V roce 1871 si Wysocki otevřel fotoateliér v Kyjevě. V letech 1880–1886 v tomto ateliéru pracoval Alfred Konstantinovič Feděckij.
V roce 1884 Wysocki vyfotografoval Lesju Ukrajinku v lidovém oděvu, v roce 1886 portrétoval Ivana Franka s manželkou a v roce 1890 historika Volodymyra Antonovyče.
Wysocki fotografoval mnoho kyjevských budov.